# جایزه انجمن صدای سینما برای دستاورد برجسته در میکس صدای فیلم‌های تلویزیونی یا سریال‌های محدود
جایزه انجمن صدای سینما برای دستاورد برجسته در میکس صدای فیلم‌های تلویزیونی یا سریال‌های محدود جایزه‌ای سالانه است که توسط انجمن صدای سینما به میکسر صدای فیلم لایو اکشن برای دستاوردهای برجسته آنها در میکس صدا اعطا می‌شود. این جایزه برای اولین بار در سال ۱۹۹۵ اعطا شد و از آن زمان تاکنون هر سال اعطا می‌شود. تنها تغییرات این دسته در عنوان آن بوده است.